# Danmarks urhistorie
Danmarks urhistorie omhandler overgangsperioden mellem "geologisk tidsregning", hvor den nuværende epoke, omtales som Holocæn, og "historisk tidsregning" der begynder med Danmarks forhistorie. I den geologiske tidsregning dækker dette de sidste 781.000 år af kvartærtiden.

## Mellem Pleistocæn
Epoken Pleistocæn varede fra for 2,588 mio. år siden til afslutningen af sidste istid. Mellem Pleistocæn omfattede tidsrummet fra for 781.000 år siden til for 130.000 år siden.

### Cromer-mellemistiden, 850.000 – 465.000 år siden
Klimaet var antagelig nogenlunde som nutidens, i hvert fald i store dele af perioden. Pollenanalyser antyder en ligeledes lignende vegetation domineret af blandet løvskov. Der kendes ingen efterladenskaber af mennesker fra det nuværende danske område, men man har det ældste spor af landpattedyr fra dansk område, nemlig en lille del af pandebenet og venstre tak fra en kronhjort. Utvivlsomt har der dog fandtes en række andre dyr fra samme biotop, f.eks. andre hjorte-dyr, urokse, skov-bison m.fl.

### Elster-istiden, 465.000 – 418.000 år siden
Elster-istiden er den ældste istid med aflejringer i større dele af Danmark. De domineres af prækvartære, danske ledeblokke, hvilket de senere istiders aflejringer ikke gør. Der er indicier for tre stadialer (gletsjerfremstød); Den ældste stadial kom fra Norge og efterlod ledeblokke fra Oslofeltet. Den midterste stadial kom fra Mellemsverige og efterlod kinnediabas. Den yngste stadial kom fra Østersøområdet og efterlod palæozoiske bjergarter fra det baltiske område. Isskjoldet nåede kvartærtidens største udbredelse i Elster og dækkede den sydlige del af Nordsøen, Nordtyskland og Holland.

### Holsten-mellemistiden, 418.000 – 386.000 år siden
Klimaet var varmere end i dag, men der udviklede sig aldrig en dækkende skov. I stedet var landet dækket af skovsteppe – dette bekræftes bl.a. af periodens eneste pattedyrsfund nemlig en knogle af vildhesten Equus ferus. I Sønderjylland nær Christiansfeld er der fundet primitive stenredskaber fra Clacton-kulturen, der viser at neandertalere i det mindste strejfede Danmark i Holsten-mellemistiden.

### Saale-istiden, 386.000 – 130.000 år siden
Saale-istiden (udtales [Sarle], ikke 'Såle') var den sidste istid hvor hele Danmark var dækket af kilometertykke iskapper, og de vestjyske bakkeøer kommer fra Saale. 3 stadialer kendes fra Saale. Den ældste stadial kom fra Norge, den midterste kom fra Sverige og den yngste hed Warthe-fremstødet og kom fra det baltiske område. Warthe kulminerede for 150.000 år siden og dækkede næsten hele Danmark, bortset fra Vadehavet og Nordvestjylland.

## Sen Pleistocæn

### Eem-mellemistiden, 130.000 – 117.000 år siden
- Lysåben skov eller skov-steppe var almindelig i meget af Eem
- Canadisk skov-bison minder på flere måder om den uddøde steppebison

Klimaet var varmere end i dag, og havniveauet noget højere. Skov var dominerende det meste af perioden med lysåben skov i begyndelsen og slutningen og en tæt blandet løvskov i midten. Fra perioden kender man adskillige forskellige fund, bl.a. følgende mere spektakulære og nu uddøde arter:
- Bison priscus, steppebison
- Dicerorhinus kirchbergensis, skovnæsehorn
- Elephas namadicus, skovelefant
- Megaloceros giganteus, kæmpehjort

Desuden kender man fra denne mellemistid de første spor af menneskelig aktivitet højere oppe i Danmark. Ved Hollerup i Gudenåens brinker, er der fundet marvspaltede dådyrsknogler, men det kan kun have været neandertalere – og disse mennesker kan således næppe have været blandt vores forfædre.

### Weichsel-istiden, 117.000 – 11.000 år siden
I Weichsel-istiden var Danmark ingenlunde dækket af is hele tiden, men var faktisk i totredjedele af tiden dækket af tundra. Man har derfor fundet rester af adskillige kulde-tolerante pattedyrsarter, hvoraf kun nogen er uddøde:
- Bison priscus, steppebison – uddød
- Coelodonta antiquitatis, uldhåret næsehorn – uddøde ved istidens afslutning
- Mammuthus primigenius, mammut – uddøde i de fleste områder ved istidens afslutning men overlevede på Wrangel-øen nord for Sibirien indtil for blot 5.000 år siden.
- Megaloceros giganteus, kæmpehjort, uddød for ca. 9.000 år siden
- Rensdyr, i Danmark indtil for ca. 9.000 år siden
- Saiga-antilope, i Danmark indtil for ca. 9.000 år siden
- Moskusokse, i Danmark indtil for ca. 10.000 år siden

#### Mammutsteppen, 50.000 – 22.000 år siden
Dette er den sidste periode i Weichsel-istiden hvor det meste af Danmark var isfrit. Størstedelen af de ovennævnte fund er fra denne periode. Man kender ingen sikre spor af mennesker fra perioden, men det kan ikke udelukkes at mammut- og rensdyr-jægere har været forbi på togt fra bopladser der kendes syd for det danske område.

#### Ældste dryas, 17.000 – 12.800 f.Kr.
I denne periode blev de sydligste og midterste dele af Danmark isfrit, og ligesom i den foregående varmere periode var Danmark dækket af tundra – dyrelivet var formentlig det samme og plantelivet var ligesom i den foregående periode sparsomt. Dryas kommer af det latinske navn på planten rypelyng, der var almindelig i perioden og stadig er almindelig i tundra- og fjeld-områder længere mod nord. Da store mængder havvand fortsat var bundet i isen, var Danmark et stort sammenhængende landområde, og Sjælland var landfast med Sverige og Tyskland ligesom Jylland var landfast med England.
I ældste dryas ser vi de første tegn på mennesker i Danmark efter istiden. Som med menneskerne i Eem-mellemistiden tog de ikke fast boplads i Danmark, men der var denne gang tale om mennesker af arten Homo sapiens. Kulturmæssigt var de rensdyrjægere og hørte til Hamburgkulturen. Hermed startede også den ældste del af Danmarks forhistorie kaldet Jægerstenalderen.

#### Senglacial, rensdyrtid, 12.800-9.000 f.Kr.

##### Bøllingtidog Ældre Dryas, 12.800 – 11.800 f.Kr.
Danmark var stadig dækket af tundra, nu med spredte krat og mindre træer hist og her, f.eks. Dun-birk og Almindelig Røn. Denne vegetation omtales ofte som parktundra. Rensdyret var det det dominerende af de større dyr, men rovdyr som jærv og los dukkede nu op. Mennesket var stadig jægere, kulturen var stadig Hamburgkulturen og vi er stadig i Jægerstenalderen (der officielt regnes som startende i denne periode). Perioden er opkaldt efter aflejringer i Bølling Sø. Sidst i perioden faldt temperaturen en smule. Denne periode udskilles ofte som en selvstændig periode kaldet Ældre Dryas

##### Allerødtid, 11.800 – 10.600 f.Kr.
På mange måder en fortsættelse af den forgående periode, men med stadigt højere temperatur og flere dyr og planter indvandrede bl.a. Bævre-Asp, Elg, Bjørn og Bæver. Mennesket er stadig jægere men nu tilhørende Brommekulturen.

##### Yngre Dryas, 10.600 – 9.300 f.Kr.
Yngre dryas afsluttede istiden, med en kuldeperiode på ca. 1000 år. En række af de i de forgående perioder indvandrede dyr og planter har utvivlsomt måtte forlade Danmark igen, men hist og her har de nok kunne overleve på beskyttede lokaliteter hvorfor de hurtigere kunne rekolonisere Danmark igen. Danmark var igen dækket af tundra, men mennesket forblev i Danmark – nu i form af Ahrensburgkultur og hermed afsluttes den ældste del af Jægerstenalderen.

## Holocæn (Flandern mellemistid)
Holocæn er den sidste geologiske epoke i kvartær-tiden og omfatter hele tidsrummet fra slutningen af istiden til nu. Tiden kaldes også under et "postglacial".
Kun få pattedyrsarter er uddøde i denne periode – men en del har forladt Danmark
- Ulv, i Danmark indtil for ca. 200 år siden
- Bæver, i Danmark indtil for ca. 2.500 år siden (og nu genudsat flere steder)
- Urokse, i Danmark indtil for ca. 2.500 år siden, uddød 1627 i Polen
- Bjørn, i Danmark indtil for ca. 4.000 år siden
- Elg, i Danmark indtil for ca. 4.000 år siden
- Los, i Danmark indtil for ca. 5.000 år siden
- Europæisk bison, i Danmark indtil for ca. 9.000 år siden

### Stenalder og bronzealder, 9.300 – 500 f.Kr.
Ældre stenalder omfatter den sidste del af Jægerstenalderen og inddeles gerne i 3 forskellige kulturer

#### Maglemosekulturen, 9.300 – 6.400 f.Kr.
Mange af de dyr og planter, der var forsvundet i Yngre Dryas, genindvandrede. Danmark blev dækket af skov, og livsgrundlaget for jægerfolkene ændrede sig radikalt. De var stadig jægere og samlere, men de store flokke af rensdyr var væk for altid. Nu var det skovens store dyr der blev jaget, men skoven var stadig åben og tilgængelig. De to komplette urokse-skeletter, der kendes fra Danmark, er fra denne periode.
Perioden er i store træk sammenfaldende med to forskellige klima-perioder
- Præboreal tid, Birke-fyrre-tid var stadig koldere end i dag, men temperaturen steg hurtigt. Birk og Skovfyr koloniserede hurtigt landet der blev dækket af en lysåben skov. De store skovdyr genindvandrede: Urokse, europæisk bison og elg, men også vildhesten (Equus ferus) trivedes i de lysåbne skove.
- Boreal tid, Hassel-fyrre-tid havde et varmere klima end i dag. Skoven blev langt tættere, og hassel og eg indvandrede sammen med endnu flere af skoven dyr, f.eks. kronhjort, rådyr og vildsvin. Vildhesten forsvandt igen fra dansk område – skoven var blevet for skyggefuld.

#### Atlantisk tid, Ældre Lindetid, 6.800 – 4.000 f.Kr.
Atlantisk tid er den varmeste periode, Danmark har oplevet efter istidens afslutning. Det var noget varmere end i dag, og da havene steg ganske meget, var Danmark et rige af mange små øer. Linden indvandrede og senere også eg og elm. Danmark blev dækket af såkaldt klimaks-urskov fra kyst til kyst, en tæt mørk skov med ringe vegetation i skovbunden. Både dyr og mennesker blev derfor i nogen grad fortrængt til skovens yderområder og kysterne. Men for de dyr, der kunne trives i skovens dyb, var der rigelig føde, og dermed også et godt jagtgrundlag for den voksende befolkning.
To forskellige jægerkulturer er kendt fra perioden
- Kongemosekultur
- Ertebøllekultur

#### Subboreal tid, Yngre Lindetid, 4.000 – 500 f.Kr.
Temperaturen nåede maksimum omkring overgangen fra ældre til yngre lindetid, og den faldt støt gennem det meste af yngre lindetid. Vandstanden faldt lidt igen og Danmark begyndte at ligne det land vi kender i dag. Også på et andet punkt skete der markante ændringer – jægerne blev bofaste og begyndte at dyrke jorden og holde dyr. Yngre lindetid er omfatter to forskellige historiske perioder
- Yngre stenalder – også kaldet Bondestenalder
- Bronzealder

### Subatlantisk tid, Bøgetid, Jernalder og Historisk tid
Omkring år 500 f.Kr. faldt temperaturen til noget, der ligner nutidens temperaturer. Temperaturen steg igen, men efter nogle hundrede år faldt den igen og har efterfølgende svinget omkring de temperaturer, vi kender i dag. Den klimatiske periode kaldes Subatlantisk tid, og da bøgen blev dominerende, kaldes perioden også bøgetid.
- Landet lignede det vi kender i dag – vandstanden i havene fluktuerede noget, men ikke voldsomt
- Dyrelivet lignede også det vi kender i dag – dog var det i denne periode at ulv og vildsvin forsvandt fra Danmark
- Vegetationen lignede også det vi kender i dag – dog svandt skovarealet i næsten hele perioden til det var nede på 5% i midten af 1800-tallet

For en mere detaljeret gennemgang af de historiske forhold se artiklerne
- Danmarks forhistorie for perioden fra ca. 13.000 f.Kr. til 500 e.Kr.
- Landbrugshistorie for landbrugets historie fra ca. 4.000 f.Kr. (i Danmark)
- Landsbyer i Danmark og Danmarks historie for perioden fra 500 e.Kr.

| Danmark i Sen Pleistocæn og Holocæn | Danmark i Sen Pleistocæn og Holocæn | Danmark i Sen Pleistocæn og Holocæn | Danmark i Sen Pleistocæn og Holocæn | Danmark i Sen Pleistocæn og Holocæn |
| ----------------------------------- | ----------------------------------- | ----------------------------------- | ----------------------------------- | ----------------------------------- |
| Epoke                               | Istid                               | Vegetation                          | Kronozone                           | Kulturhistorisk                     |
| Sen Pleistocæn                      | Eem-mellemistiden                   | Tæt løvskov                         |                                     |                                     |
| Sen Pleistocæn                      | Tidlig Weichsel                     | Iskappe / Tundra                    |                                     |                                     |
| Sen Pleistocæn                      | Mellem Weichsel, Højglacial         | Højarktisk tundra                   | Mammutsteppe                        |                                     |
| Sen Pleistocæn                      | Mellem Weichsel, Højglacial         | Iskappe                             | Jylland-stadialen                   |                                     |
| Sen Pleistocæn                      | Sen Weichsel, Senglacial            | Tundra                              | Ældste dryas                        |                                     |
| Sen Pleistocæn                      | Sen Weichsel, Senglacial            | Parktundra                          | Bøllingtid                          | Ældste stenalder Rensdyrtid         |
| Sen Pleistocæn                      | Sen Weichsel, Senglacial            | Parktundra                          | Allerødtid                          | Ældste stenalder Rensdyrtid         |
| Sen Pleistocæn                      | Sen Weichsel, Senglacial            | Tundra                              | Yngre dryas                         | Ældste stenalder Rensdyrtid         |
| Holocæn                             | Flandern- mellemistid, Postglacial  | Birke-fyrretid                      | Præboreal tid                       | Ældre stenalder                     |
| Holocæn                             | Flandern- mellemistid, Postglacial  | Hassel-fyrretid                     | Boreal tid                          | Ældre stenalder                     |
| Holocæn                             | Flandern- mellemistid, Postglacial  | Ældre lindetid                      | Atlantisk tid                       | Ældre stenalder                     |
| Holocæn                             | Flandern- mellemistid, Postglacial  | Yngre lindetid                      | Subboreal tid                       | Yngre stenalder                     |
| Holocæn                             | Flandern- mellemistid, Postglacial  | Yngre lindetid                      | Subboreal tid                       | Bronzealder                         |
| Holocæn                             | Flandern- mellemistid, Postglacial  | Bøgetid, Kultursteppe               | Subatlantisk tid                    | Jernalder                           |
| Holocæn                             | Flandern- mellemistid, Postglacial  | Bøgetid, Kultursteppe               | Subatlantisk tid                    | Vikingetid                          |
| Holocæn                             | Flandern- mellemistid, Postglacial  | Bøgetid, Kultursteppe               | Subatlantisk tid                    | Middelalder                         |
| Holocæn                             | Flandern- mellemistid, Postglacial  | Bøgetid, Kultursteppe               | Subatlantisk tid                    | Reformation og Enevælde             |
| Holocæn                             | Flandern- mellemistid, Postglacial  | Bøgetid, Kultursteppe               | Subatlantisk tid                    | Demokrati og Industrialisering      |
| Holocæn                             | Flandern- mellemistid, Postglacial  | Bøgetid, Kultursteppe               | Subatlantisk tid                    | Systemskifte og Verdenskrigene      |
| Holocæn                             | Flandern- mellemistid, Postglacial  | Bøgetid, Kultursteppe               | Subatlantisk tid                    | Efterkrigstiden og Nyeste tid       |

## Fodnoter
1. ↑  Det ældste spor af mennesker i det nuværende Danmark.. (Webside ikke længere tilgængelig)